# Bernardus Bofitwos Baru
Bernardus Bofitwos Baru OSA (* 22. August 1969 in Suswa, Papua Barat Daya) ist ein indonesischer römisch-katholischer Ordensgeistlicher und Bischof von Timika.

## Leben
Bernardus Bofitwos Baru studierte Philosophie und Theologie an der philosophisch-theologischen Hochschule Fajar Timur in Jayapura. Er trat der Ordensgemeinschaft der Augustiner bei und legte 2001 die erste Profess ab. Er wurde nach weiteren Studien an der Päpstlichen Universität Urbaniana in Rom in Missionswissenschaft promoviert und legte 2005 die ewige Profess ab. Die Diakonenweihe empfing er am 4. April 2006 in Rom. Am 30. Juli 2006 empfing er das Sakrament der Priesterweihe.
Nach der Priesterweihe war er für zwei Jahre Novizenmeister in Sorong sowie Ratsmitglied der Ordensdelegation Papua-Indonesia, der er anschließend bis 2014 vorstand. Von 2006 bis 2012 war er zudem beratend für das Bistum Manokwari-Sorong tätig. Von 2010 bis 2014 und erneut von 2018 bis 2023 war er Prior des Konvents von Biara Tagaste in Sorong. Ab 2021 war er Ratsmitgliet des Augustinervikariats Papua-Indonesia und ab 2023 Direktor der philosophisch-theologischen Hochschule Fajar Timur in Jayapura.
Papst Franziskus ernannte ihn am 8. März 2025 zum Bischof von Timika. Der Apostolische Nuntius in Indonesien, Erzbischof Piero Pioppo, spendete ihm am 14. Mai desselben Jahres die Bischofsweihe. Mitkonsekratoren waren der Erzbischof von Merauke, Petrus Canisius Mandagi MSC, und der Bischof von Manokwari-Sorong, Datus Hilarion Lega.